# Pinus caribaea
Pinus caribaea är en tallväxtart som beskrevs av Pierre Marie Arthur Morelet. Pinus caribaea ingår i släktet tallar, och familjen tallväxter. Artens utbredningsområde omfattar Bahamas, Turks- och Caicosöarna, västra Kuba, södra Quintana Roo i Mexiko, norra Guatemala, Belize, Honduras och Nicaragua. Internationella naturvårdsunionen kategoriserar arten globalt som livskraftig.

## Underarter
Arten delas in i följande underarter:
- P. c. bahamensis
- P. c. caribaea
- P. c. hondurensis

## Bildgalleri

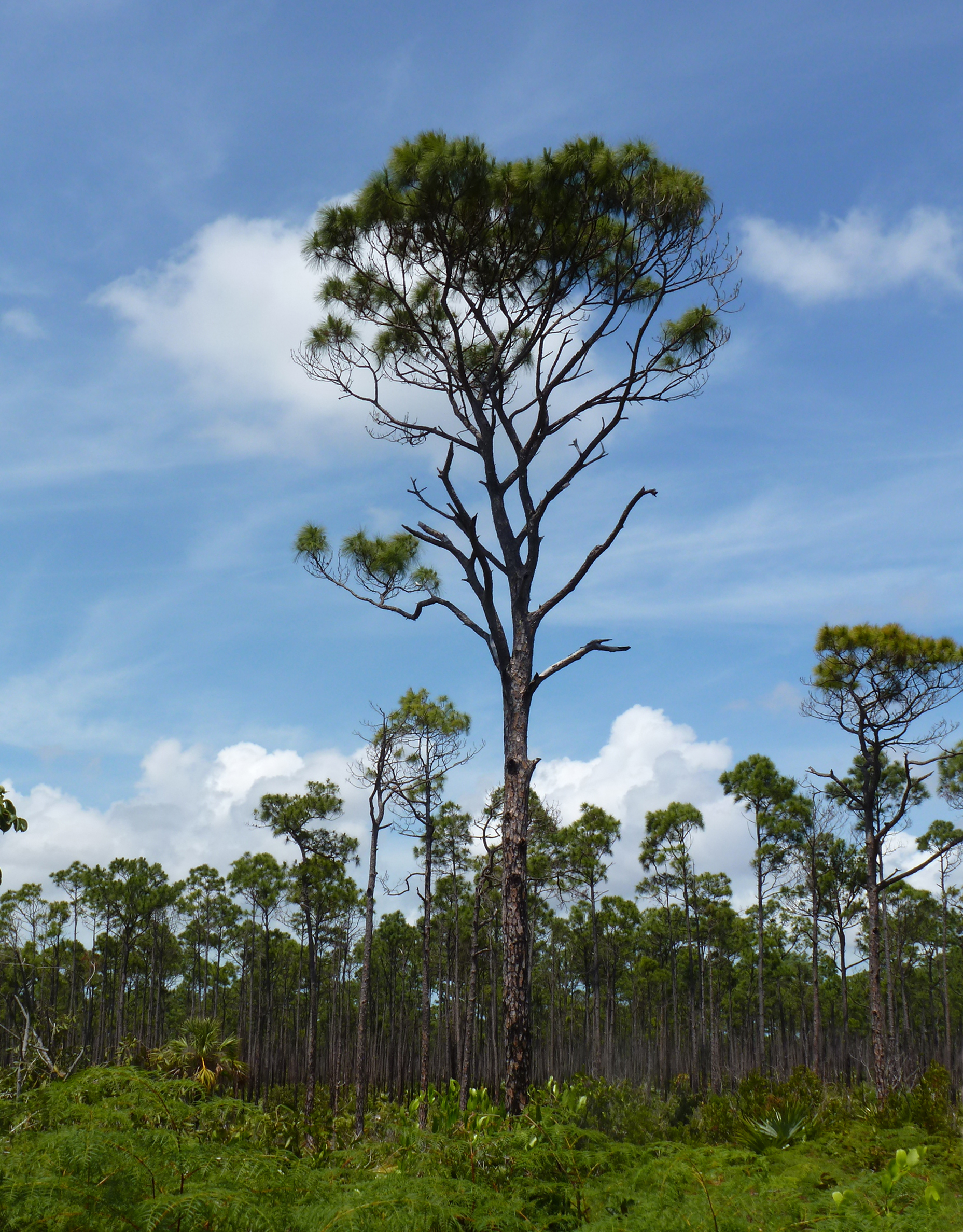
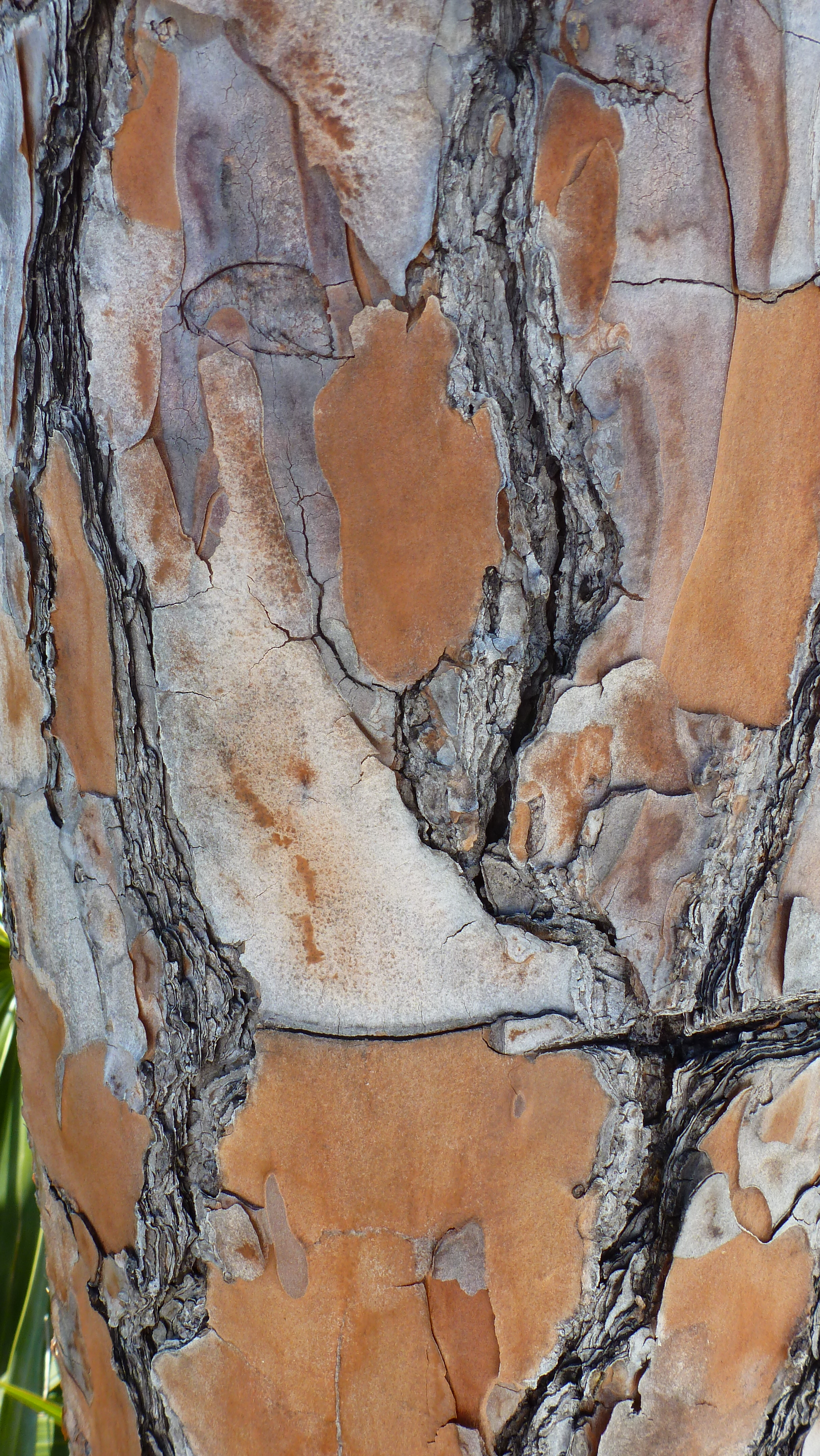
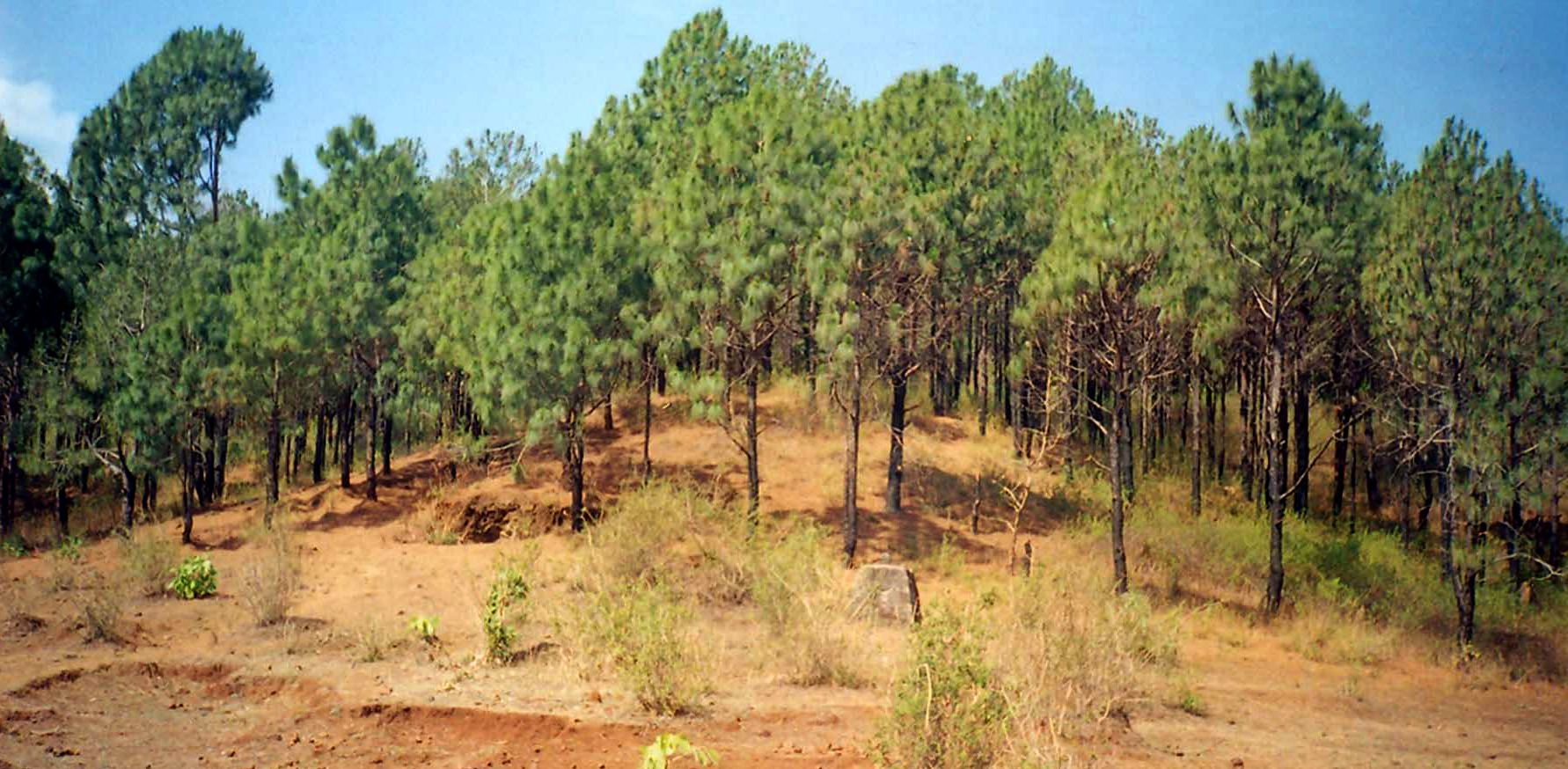
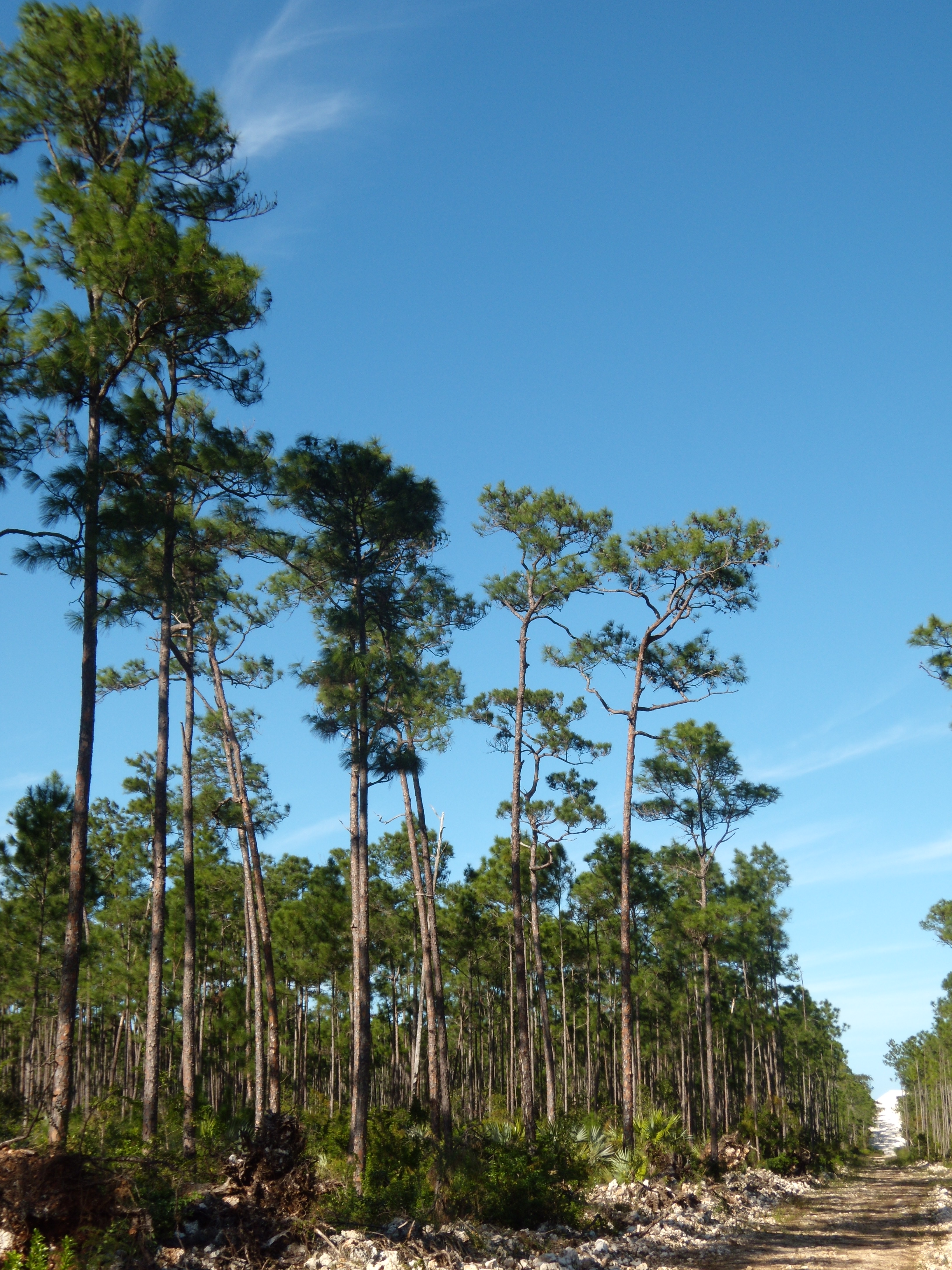
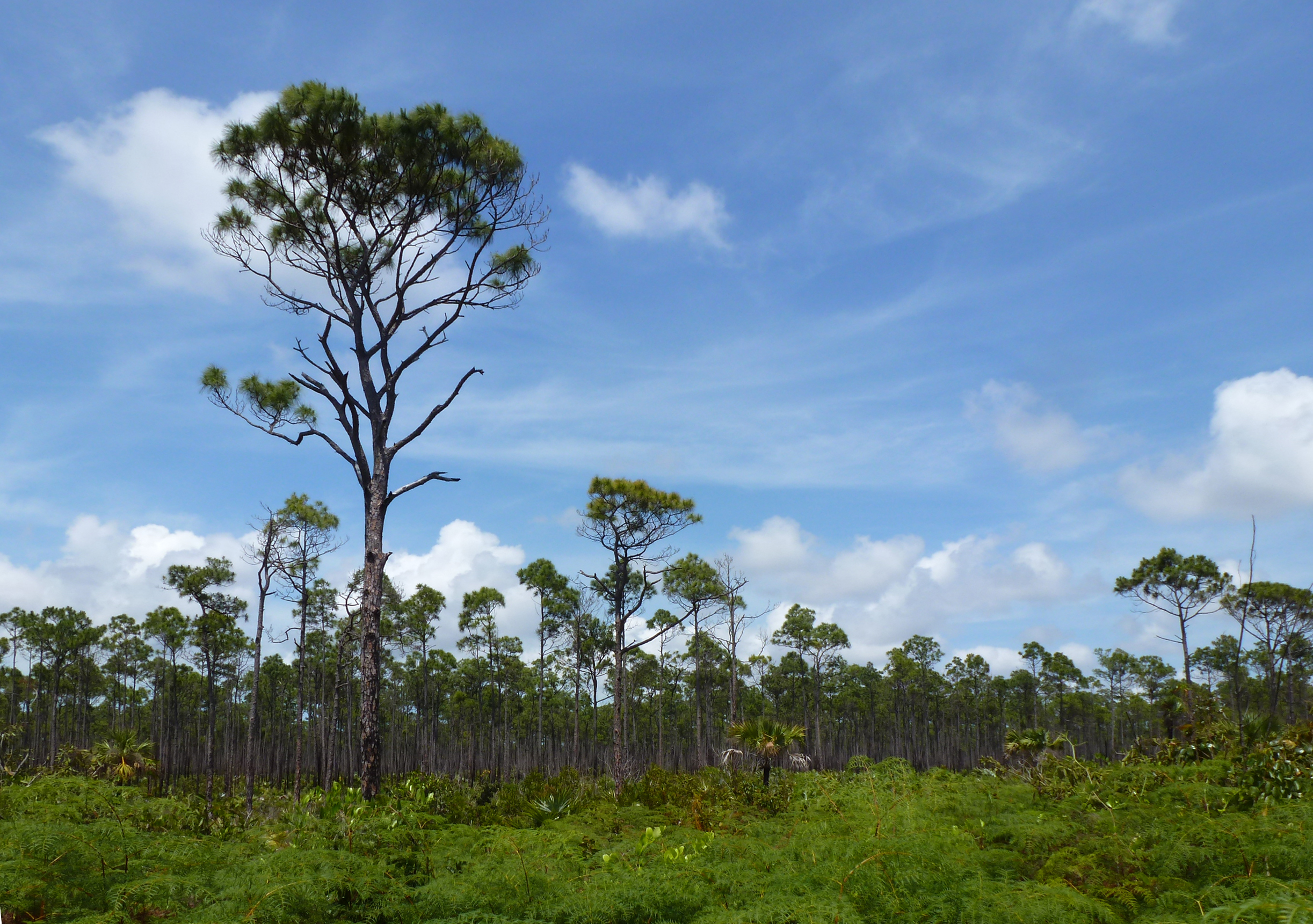
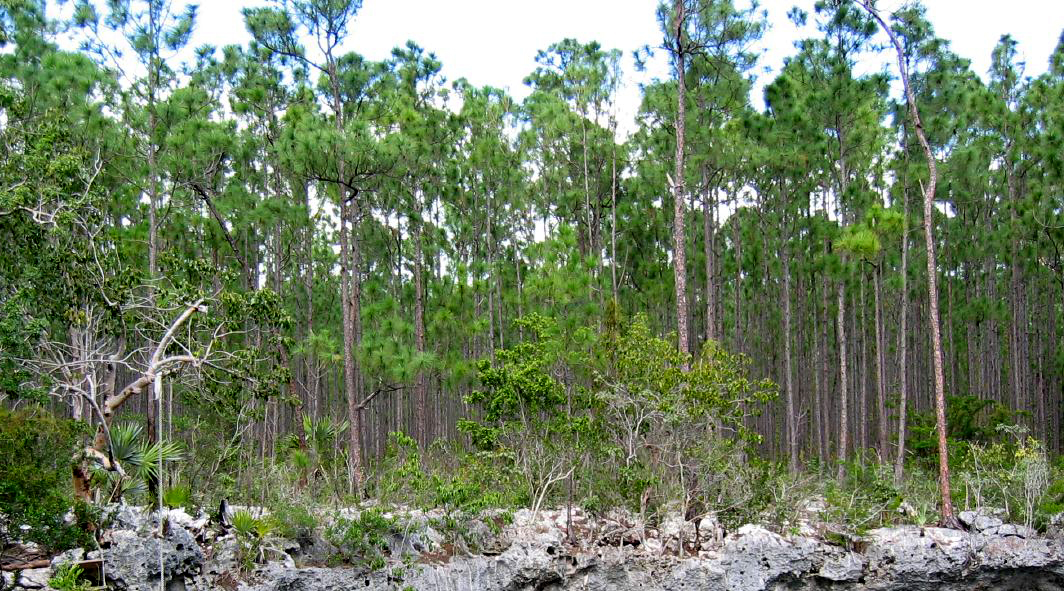
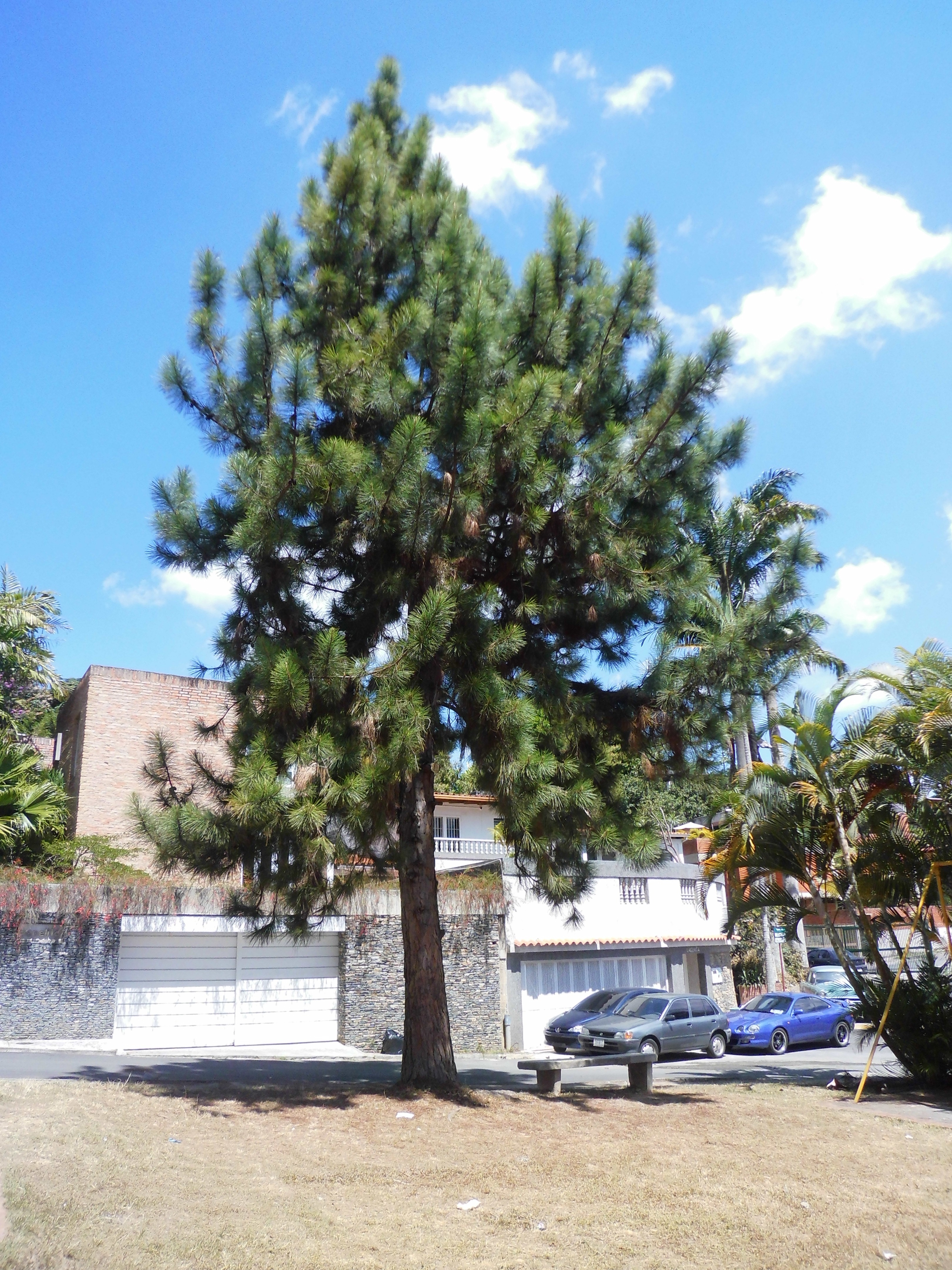